# Windows Server 2012 R2
Windows Server 2012 R2 — серверна операційна система від корпорації Microsoft сімейства Windows Server, що була випущена у 2013 році. Була представлена 3 червня 2013 року на TechEd North America і випущений 18 жовтня того ж року. Це наступниця оригінальної Windows Server 2012 і серверна версія Windows 8.1, яка отримує офіційну підтримку від Microsoft.
Наступне оновлення, офіційно позначене Windows Server 2012 R2 Update, було випущено у квітні 2014 року. Це сукупний набір оновлень безпеки, критичних та інших оновлень. Windows Server 2012 R2 походить від кодової бази Windows 8.1 і працює лише на процесорах x86-64 (64-розрядних).
На зміну Windows Server 2012 R2 прийшла Windows Server 2016, яка є похідною від кодової бази Windows 10.

## Основні характеристики та можливості
У Windows Server 2012 R2 запроваджено такі функції:
Cloud OS Foundation: Windows Server 2012 R2 був ключовою частиною бачення хмарних ОС від Microsoft, пропонуючи платформу для створення та управління гібридними хмарними середовищами.
Масштабованість та багатокористувацька оренда: Він розроблений для обробки великих робочих навантажень та підтримки кількох орендарів, що робить його придатним як для приватних, так і для публічних хмарних розгортань.
Віртуалізація, сховище та мережі: Він включає вдосконалення в таких ключових областях, як Hyper-V, простори зберігання та програмно - визначені мережі (SDN).
Спрощене керування: Такі функції, як Server Manager та інструменти автоматизації, спрямовані на оптимізацію завдань керування сервером.
Захист доступу та інформації: Функції безпеки були покращені для захисту даних та доступу до ресурсів.
Інфраструктура віртуальних робочих столів (VDI): Покращено підтримку VDI, що дозволяє користувачам отримувати віддалений доступ до віртуальних робочих столів.

## Вимоги до обладнання[4]
- ЦП: мінімум 1,4 ГГц, рекомендовано 2 ГГц
- Оперативна пам'ять: мінімум 512 МБ, рекомендовано 2 ГБ або більше.
- Місце на диску: мінімум 32 ГБ, рекомендовано 40 ГБ або більше.
- Оптичний привід: DVD-ROM.
- Дисплей: монітор мінімум Super VGA (800x600), рекомендовано XGA (1024x768).

## Видання[5][6]
- Standard - Підходить для розгортання серверів загального призначення.
- Datacenter - Розроблено для високовіртуалізованих середовищ. (версії Datacenter і Standard ідентичні за функціями, відрізняючись лише залежно від ліцензування (зокрема, ліцензування віртуальних екземплярів)).
- Essentials - Спрощена версія для малого бізнесу (має ті самі функції, що й продукти Datacenter і Standard, з деякими обмеженнями).
- for Embedded Systems - версія для вбудованих систем - пропонуються баланс функцій та оптимізацію ресурсів, що підходить для різних промислових та спеціалізованих застосувань.
- Foundation - Базова версія для серверів з обмеженим робочим навантаженням.

## Кінець терміну служби та підтримка[7]
- Базова підтримка: Закінчилася у 2018 році.
- Розширена підтримка: Надавала оновлення безпеки та іншу підтримку протягом тривалішого періоду. Для Windows Server 2012 R2 розширена підтримка завершилася 13 жовтня 2026 року після надання продовження.
- Розширені оновлення безпеки (ESU): Клієнти могли придбати річні ліцензії ESU, щоб продовжувати отримувати оновлення безпеки протягом обмеженого часу після завершення розширеної підтримки.